# Copa Merconorte 1999
Navigation
Édition précédente Édition suivante
La Copa Merconorte 1999 est la deuxième édition de la Copa Merconorte, une compétition régionale qui réunit des clubs de Colombie, de Bolivie, d'Équateur, du Pérou et du Venezuela.
Après un tour préliminaire qui oppose les deux équipes boliviennes, douze équipes sont réparties en trois poules de quatre équipes qui affrontent leurs adversaires deux fois, à domicile et à l'extérieur. À l'issue de cette première phase, les premiers de chaque poule et le meilleur deuxième disputent la phase finale, organisée en matchs aller-retour.
Comme lors de l'édition précédente, la finale oppose deux formations colombiennes. Cette saison, c'est le club de l'América de Cali qui s'impose face à l'Independiente Santa Fe.

## Tour préliminaire
| Équipe 1          | Résultat | Équipe 2      | Aller | Retour |
| ----------------- | -------- | ------------- | ----- | ------ |
| Oriente Petrolero | 0 - 1    | The Strongest | 0 - 0 | 0 - 1  |

## Premier tour

### Groupe A
| Rang | Équipe                     | Pts | J | G | N | P | Bp | Bc | Diff |  | Résultats (▼ dom., ► ext.) | Amé | ElN | Atl | Uni |
| ---- | -------------------------- | --- | - | - | - | - | -- | -- | ---- |  | -------------------------- | --- | --- | --- | --- |
| 1    | América de Cali            | 14  | 6 | 4 | 2 | 0 | 13 | 8  | +5   |  | América de Cali            |     | 3-1 | 1-1 | 2-1 |
| 2    | Club Deportivo El Nacional | 7   | 6 | 2 | 3 | 1 | 10 | 14 | -4   |  | Club Deportivo El Nacional | 2-2 |     | 3-2 | 4-1 |
| 3    | Atlético Nacional (T)      | 6   | 6 | 1 | 3 | 2 | 11 | 9  | +2   |  | Atlético Nacional (T)      | 2-3 | 4-0 |     | 0-0 |
| 4    | Universitario de Deportes  | 5   | 6 | 1 | 2 | 3 | 7  | 10 | -3   |  | Universitario de Deportes  | 1-2 | 2-0 | 2-2 |     |

### Groupe B
| Rang | Équipe                  | Pts | J | G | N | P | Bp | Bc | Diff |  | Résultats (▼ dom., ► ext.) | Ali | Bar | Mil | Str |
| ---- | ----------------------- | --- | - | - | - | - | -- | -- | ---- |  | -------------------------- | --- | --- | --- | --- |
| 1    | Alianza Lima            | 13  | 6 | 4 | 1 | 1 | 8  | 4  | +4   |  | Alianza Lima               |     | 1-0 | 2-1 | 2-0 |
| 2    | Barcelona Sporting Club | 9   | 6 | 2 | 3 | 1 | 9  | 5  | +4   |  | Barcelona Sporting Club    | 0-0 |     | 1-1 | 4-0 |
| 3    | CD Los Millonarios      | 7   | 6 | 2 | 1 | 3 | 8  | 8  | 0    |  | CD Los Millonarios         | 0-1 | 1-2 |     | 3-2 |
| 4    | The Strongest           | 4   | 6 | 1 | 1 | 4 | 7  | 15 | -8   |  | The Strongest              | 3-2 | 2-2 | 0-2 |     |

### Groupe C
| Rang | Équipe                 | Pts | J | G | N | P | Bp | Bc | Diff |  | Résultats (▼ dom., ► ext.) | Ind | Car | Eme | Spo |
| ---- | ---------------------- | --- | - | - | - | - | -- | -- | ---- |  | -------------------------- | --- | --- | --- | --- |
| 1    | Independiente Santa Fe | 13  | 6 | 4 | 1 | 1 | 10 | 3  | +7   |  | Independiente Santa Fe     |     | 3-0 | 2-0 | 2-0 |
| 2    | Caracas FC             | 12  | 6 | 4 | 0 | 2 | 9  | 8  | +1   |  | Caracas FC                 | 0-1 |     | 2-1 | 3-1 |
| 3    | Club Sport Emelec      | 6   | 6 | 3 | 0 | 3 | 9  | 9  | 0    |  | Club Sport Emelec          | 2-1 | 0-1 |     | 5-3 |
| 4    | Sporting Cristal       | 1   | 6 | 0 | 1 | 5 | 7  | 15 | -8   |  | Sporting Cristal           | 1-1 | 2-3 | 0-1 |     |

## Phase finale

### Demi-finales
| Équipe 1        | Résultat      | Équipe 2               | Aller | Retour |
| --------------- | ------------- | ---------------------- | ----- | ------ |
| Caracas FC      | 2 - 2 2-4 tab | Independiente Santa Fe | 1 - 1 | 1 - 1  |
| América de Cali | 3 - 3 4-3 tab | Alianza Lima           | 3 - 1 | 0 - 2  |

### Finale
| 15 décembre 1999 | América de Cali | 1 - 2 | Independiente Santa Fe     | Estadio Olímpico Pascual Guerrero, Cali         |                                                 |
|                  | Pérez 12e       |       | Hernandez 77e · Moreno 83e | Spectateurs : 7 000 Arbitrage : Henry Cervantes | Spectateurs : 7 000 Arbitrage : Henry Cervantes |

| 22 décembre 1999 | Independiente Santa Fe | 0 - 1 | América de Cali | Stade Nemesio Camacho El Campín, Bogota           |                                                   |
|                  |                        |       | Castillo 59e    | Spectateurs : 35 000 Arbitrage : John Toro Rendón | Spectateurs : 35 000 Arbitrage : John Toro Rendón |
|                  | Tirs au but 3-5        |       |                 | Spectateurs : 35 000 Arbitrage : John Toro Rendón | Spectateurs : 35 000 Arbitrage : John Toro Rendón |